# Enzio
Enzio ou Enzo, aussi appelé Enzio de Sardaigne, né vers 1224 à Crémone et mort à Bologne le 14 mars 1272, fut roi de Sardaigne, poète et écrivain. Il combattit en Italie contre le parti guelfe pour le compte de son père Frédéric II et fut capturé par les Bolonais lors de la bataille de Fossalta en 1249. Il mourut en captivité.

## Biographie

### Le prince
Enzio naît entre 1220 et 1224. Il est le fils illégitime de l'empereur Frédéric II. Il est difficile d'établir avec certitude l'identité de sa mère, qui fut peut-être d'origine italienne ou allemande. De nombreux indices suggèrent qu'Enzio soit né à Crémone et y ait passé son enfance. Le chroniqueur Salimbene le décrit comme blond, de taille moyenne, courageux, au grand cœur et au tempérament joyeux, doté d'un esprit vif et imaginatif, et très audacieux à la guerre. L'historien Ernst Kantorowicz le considère, parmi les fils de Frédéric II, comme celui qui lui ressemble le plus.
En 1238, après avoir été adoubé chevalier, Enzio s'embarque pour la Sardaigne et épouse Adelasia de Torres, héritière des judicats sardes de Logudoro et de Gallura. Le pape Grégoire IX, résolument opposé à ce mariage, excommunie les deux époux et, l'année suivante, lance un anathème contre Frédéric II. En 1239, Enzio est rappelé en Italie par son père afin de seconder dans sa lutte contre le pape et les Génois. Pendant ce temps, Adélaïde, abandonnée par son mari, chassée du pouvoir et excommuniée, demande publiquement pardon au pape Innocent IV. Le pontife lève son excommunication en 1243 puis lui accorde en 1245 l'annulation de son mariage sous prétexte de nullité, puisque son mari est excommunié. 
Entre 1239 et 1249, Enzio exerce la charge de légat général en Italie, pour le compte de son père Frédéric II. En septembre 1239, il envahit la marche d'Ancône. Il seconde ensuite son père lors du siège de Ravenne, puis lors du siège de Faenza qui débute en août 1240. En mai 1241, par un coup de main audacieux, il attaque par surprise une flotte génoise et capture la quasi-totalité des cardinaux, ainsi qu'une centaine de prélats de haut rang. 
Il reçoit de son père en 1242 le titre de « roi de Sardaigne ». Il combat ensuite les guelfes pour le compte de son père en Italie, mais il perd la bataille de Fossalta le 26 mai 1249 et est emmené en captivité à Bologne, où il vit vingt-trois ans en résidence surveillée dans le palais Re Enzo. Le parti impérial est ensuite tenu en échec. 
Frédéric II tente en vain de négocier sa libération mais les Bolonais demeurent inflexibles. À sa mort, en mars 1272, Enzio a droit à des obsèques solennelles et il est inhumé dans la basilique San Domenico de Bologne où se trouve encore son tombeau.

### Le poète
Il contribue, avec son demi-frère le roi Manfred Ier de Sicile et leur père l'empereur Frédéric, à l'école sicilienne, qui produisit les premières œuvres littéraires en langue italienne populaire. Il écrivit des poèmes d'amour d'un ton assez maniéré. Un exemple de sa poésie :
« Va ma chansonnette, et salue ma Dame ; dis-lui le mal dont je souffre, car elle, qui m'a à sa merci, me tient si serré que je ne peux pas vivre. 
Salue pour moi la Toscane, celle qui est souveraine et où règne toute courtoisie ; puis va dans la Pouille plate, la grande galère, où est mon cœur nuit et jour. »
On pourra rapprocher ce court poème de celui de Guido Cavalcanti sur le même thème. 

### Unions et postérité
Enzio eut deux épouses et comme son père de nombreuses maîtresses :
1) en 1238 Adelasia de Torres dont il divorce en 1246 ;
2) Egna, fille de Enrico di Egina Podestat de Vérone, dont naquit : 
- Adelaida (morte après 1301, inhumée à Alpirsbach).

Par ailleurs, de différentes maîtresses, il laisse trois autres filles et un fils dont Elena (morte avant le 16 mars 1272), longtemps considérée comme la fille d'Adelasia de Torres, épouse de Guelfo della Gherardesca, comte de Donoratico, qu'il désigne comme héritiers de ses droits en Sardaigne dans son testament.